# Alto Sangro (comprensorio sciistico)
Il comprensorio dell'Alto Sangro è il maggior comprensorio sciistico dell'Italia centro-meridionale, situato nel basso Abruzzo, in provincia dell'Aquila, tra il bacino dell'Alto Sangro ad ovest e la zona degli altipiani maggiori d'Abruzzo ad est (comunità montana Alto Sangro e altopiano delle Cinquemiglia), e composto da cinque località della provincia dell'Aquila (Barrea, Pescasseroli, Pescocostanzo, Rivisondoli e Roccaraso): una piccola parte del territorio è inserita nel parco nazionale d'Abruzzo, Lazio e Molise, la restante ricade nella zona di protezione esterna ed una piccola parte nella parte sud-occidentale del parco nazionale della Maiella; le piste più note sono quelle di Rivisondoli-Roccaraso: Aremogna, Monte Pratello e Pizzalto.

## Storia

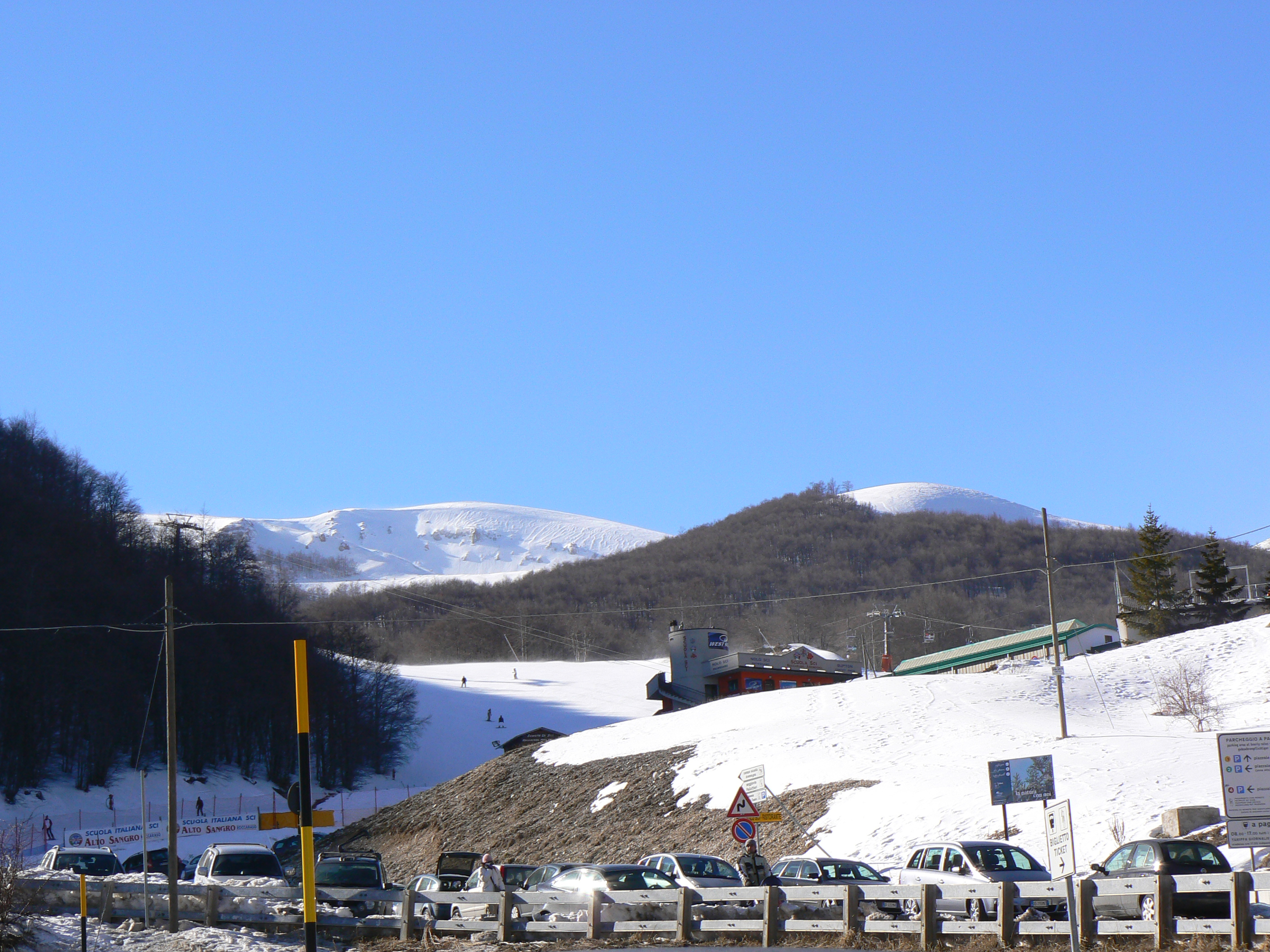
Il piano Aremogna con alle spalle il monte Toppe del Tesoro

Agli inizi del XX secolo i valligiani furono i primi sciatori della zona. Per loro era una necessità in quanto praticavano lo sci come mezzo di trasporto nella zona durante le nevicate, facendo uso di un solo bastone per favorire cambi di direzione nella discesa. Nel 1920 a Roccaraso e nelle località alpine di Bardonecchia, Claviere, Courmayeur, Col di Tenda e Cortina d'Ampezzo furono organizzati dagli alpini corsi di sci per i valligiani. Lo scopo era di addestrare i giovani alla pratica dello sci, per poi averli pronti durante il servizio di leva del Corpo degli Alpini.
Il 2 gennaio 1922 in occasione della venuta degli Alpini, fu fondato il primo Sci Club di Roccaraso denominato "Roccaraso Sci Club", fondato da Aldo Pocchiola, comandante del Battaglione Cadore. A Roccaraso si evolveva molto lentamente la cultura del turismo invernale in quanto la località era rinomata più per quello estivo, data inoltre la scarsezza di vie di comunicazione efficienti per poter raggiungere il paese d'inverno. La svolta ci fu con l'operatore romagnolo Camillo Redaelli, che nel 1928 fu nominato presidente dello Sci Club Roccaraso, formando la 1ª squadra agonistica di discesa formata da giovani locali, composta da Giuseppe Di Fiore, Alfonso Silvestri, Tonino Del Castello, Rocco Trilli e Angelo Tamburrini. 
Nel 1929, quando giunsero in Italia le discipline dello sci alpino, a Roccaraso si svolse la prima competizione di discesa e slalom, la quale fu vinta dall'abetonese Gualtiero Petrucci.
Contemporaneamente si tentò di dare forma a degli impianti sciistici veri e propri; la prima slittovia fu inaugurata nel 1937 sul monte Zurrone, e il primo maestro di sci fu Giovanni Vitto, che tuttavia non riuscì a far nascere una nuova scuola di sci per via della seconda guerra mondiale.
Nel 1950, in contemporanea con la ricostruzione del paese di Roccaraso dopo la guerra, fu ricomposta la Nuova Scuola Sci, che servì a rispondere meglio alle esigenze dei turisti, ponendo la sede operativa in località Ombrellone. Tutto il piccolo paese si organizzò come una località turistica invernale ed estiva di ampio respiro, accogliendo turisti sciatori da tutto il sud Italia, specialmente della Campania e dal Lazio, venendo rinominato la "Cortina d'Ampezzo del Sud". A partire da quell'epoca gli impianti di Roccaraso si sono sempre più potenziati e diversificati, tanto da rendere la stazione invernale competitiva con le principali stazioni alpine.

## Descrizione

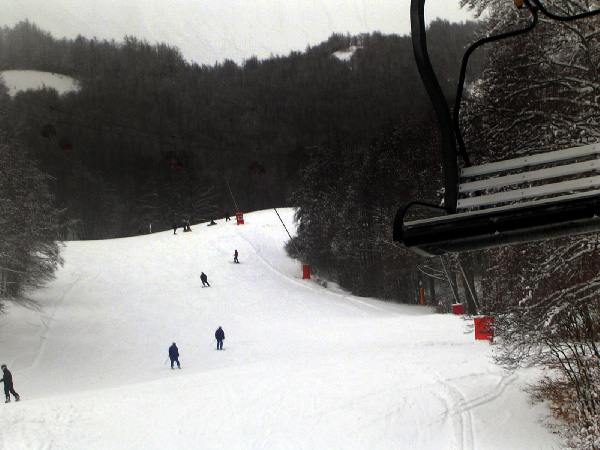
Una pista rossa del comprensorio

Nel 2010 il comprensorio ha festeggiato i cento anni di attività; al 1910 risale infatti la prima gara internazionale disputatasi tra queste montagne, precisamente a Roccaraso. Nell'Alto Sangro si svolgono annualmente gare di livello internazionale: nel 2005 vi si sono svolte le finali maschili e femminili della Coppa Europa di sci alpino 2005 e nel 2012 il comprensorio ha ospitato i Campionati italiani di sci alpino 2012 e i Campionati mondiali juniores di sci alpino 2012. Nel 2017 il comprensorio si è dotato di un potente sistema di innevamento programmato (il più grande in Italia e il terzo nel mondo) e di nuove cabinovie.

### Gli impianti di Rivisondoli-Roccaraso
|    | Pista          | Quota partenza | Quota arrivo | Difficoltà | Lunghezza in metri |
| -- | -------------- | -------------- | ------------ | ---------- | ------------------ |
| 1  | Campo scuola   | 1 330          | 1 300        | azzurra    | 152                |
| 2  | Panoramica     | 1 990          | 1 867        | azzurra    | 2 117              |
| 3  | Monte Pratello | 2 032          | 1 395        | azzurra    | 4 910              |
| 4  | Prato          | 1 954          | 581          | azzurra    | 1 300              |
| 5  | Fontanile      | 1 280          | 1 400        | azzurra    | 700                |
| 6  | Bosco          | 1 850          | 1 390        | rossa      | 1 300              |
| 7  | Pino Solitario | 1 850          | 1 390        | rossa      | 1 708              |
| 8  | Crete Rosse    | 1 850          | 1 732        | rossa      | 2 065              |
| 9  | Valloncello    | 2 032          | 1 956        | rossa      | 730                |
| 10 | 7 bis          | 1 814          | 1 390        | rossa      | 2 065              |
| 11 | Esse           | 1 936          | 1 700        | rossa      | 1 061              |
| 12 | Pratelletto    | 1 990          | 1 850        | nera       | 1 000              |
| 13 | Direttissima   | 2 032          | 1 415        | nera       | 1 838              |
| 14 | Superesse      | 1 875          | 1 572        | nera       | 1 180              |

## Luoghi d'interesse

### Sacrario militare dei caduti senza croce di Roccaraso

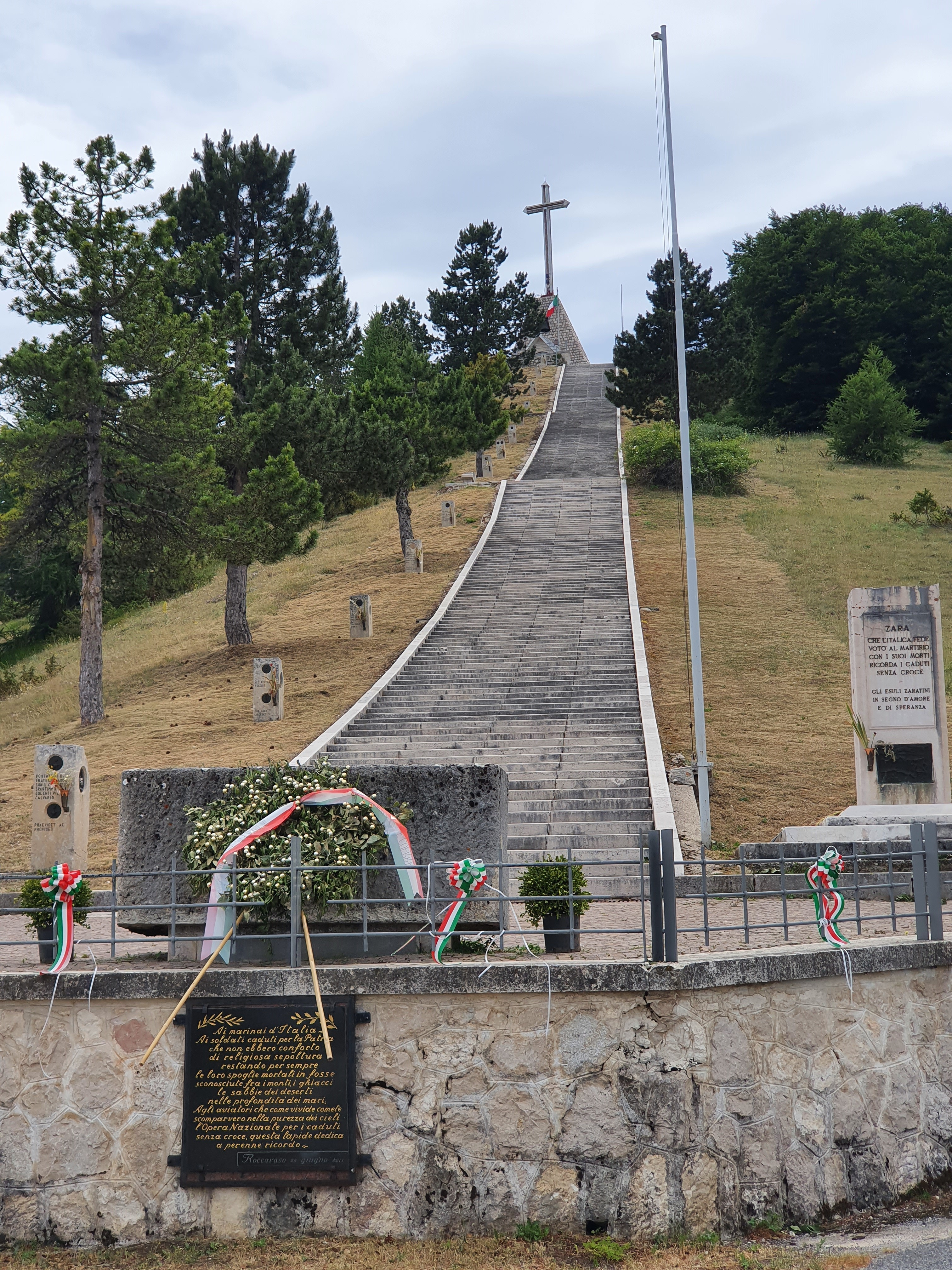
Sacrario militare dei caduti senza croce di Roccaraso

Il monumento è posto sulla sommità del monte Zurrone, ed è dedicato ai 145 000 caduti di tutti i teatri bellici della seconda guerra mondiale, ai quali non fu possibile dare la degna sepoltura, una lapide o una semplice croce. Roccaraso fu uno dei tanti paesi della linea Gustav distrutti dai tedeschi in ritirata; il monte Zurrone fu un posto d'osservazione per i tiri di artiglieria su di esso. Il monumento fu voluto dal colonnello Vincenzo Palmieri, coinvolto nella guerra abruzzese nel 1943. La costruzione fu iniziata nel 1956 con offerte degli enti, delle forze armate e delle associazioni dei combattenti. La costruzione mostra una cappella a pianta di triangolo isoscele con una croce latina in mezzo, che si innalza verso il cielo. Al centro della cappella, alla base, c'è un piccolo campanile a vela con una campana.

### Palaghiaccio Giuseppe Bolino

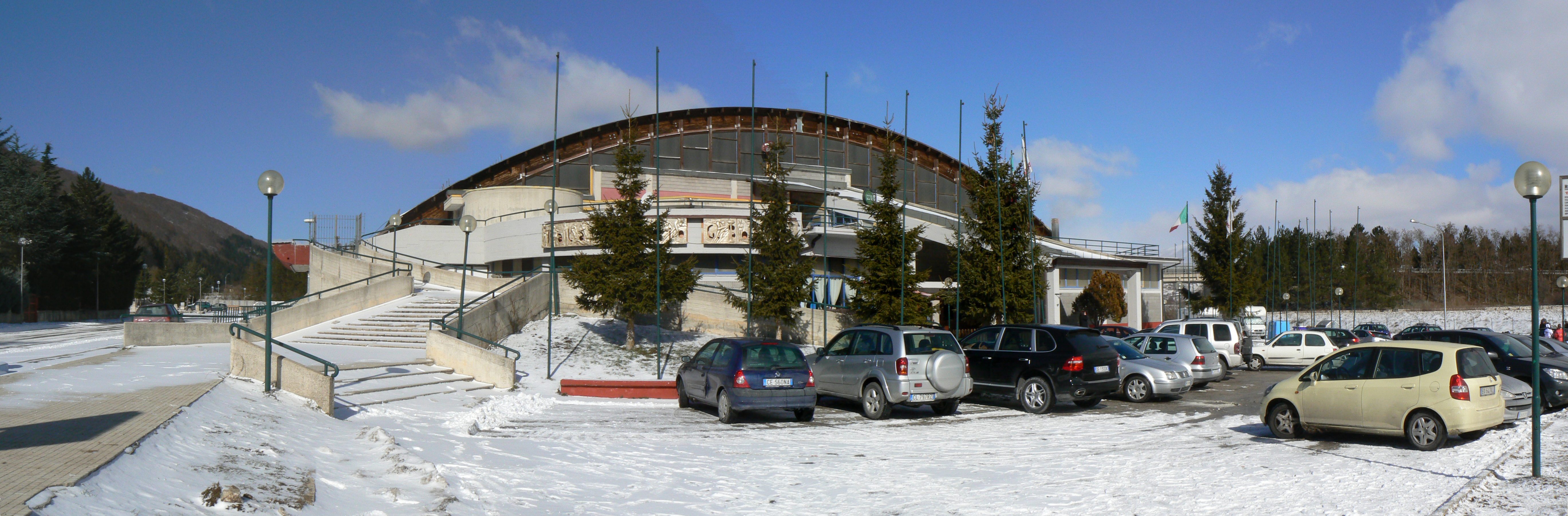
Palaghiaccio Giuseppe Bolino

Si trova alle porte del centro ed è una struttura polifunzionale, sede di importanti eventi sportivi e non. Costruito negli anni ottanta, è il più grande palaghiaccio del Sud Italia. Di inverno offre al pubblico la possibilità di praticare pattinaggio sul ghiaccio e assistere a spettacoli e concerti con professionisti di tale sport. In estate la struttura è adibita ugualmente al pattinaggio artistico a rotelle, infatti dal 2007 la struttura ospita annualmente gare di livello nazionale ed internazionale, nonché a sala di eventi e concerti. La struttura è a pianta quadrata, con il soffitto rialzato a calotta di cupola, in legno e ferro.